# Чобані (Местійський муніципалітет)
Чобані (груз. ჩობანი) — село в Грузії.
За даними перепису населення 2014 року в селі проживає 56 осіб.